# 요한 하르멘베리
요한 예오리 하르멘베리(프랑스어: Johan Georg Harmenberg, 1954년 9월 8일~)는 스웨덴의 전직 펜싱 선수로 주 종목은 에페이다. 1980년 하계 올림픽에서 남자 에페 개인전 금메달을 획득했으며 세계 선수권 대회에서 금메달 2개와 동메달 1개를 획득했다.